# O. L. 듀크
오빌 루이스 듀크(영어: Orville Lewis Duke, 1953년 8월 12일~2004년 9월 10일)는 미국의 배우이다. 로스앤젤레스 출신으로 뉴욕에서 교통 사고로 사망하였다.

## 출연 작품

### 영화
- The White Girl (1990)
- 할렘가의 대부 (1990, The Return of Superfly)
- 더 파이브 하트비트 (1991)
- 말콤 X (1992)
- 슈거 힐 (1994, Sugar Hill)
- 지하철 이야기 (1997, SUBWAYStories: Tales from the Underground)
- 룰루 온 더 브릿지 (1998, Lulu on the Bridge)
- Piñero (2001)
- 앤트원 피셔 (2002)
- 아웃 오브 타임 (2003)

### 텔레비전
- 로앤오더: 범죄 전담반 (1994-98)